# Houtart (geslacht)

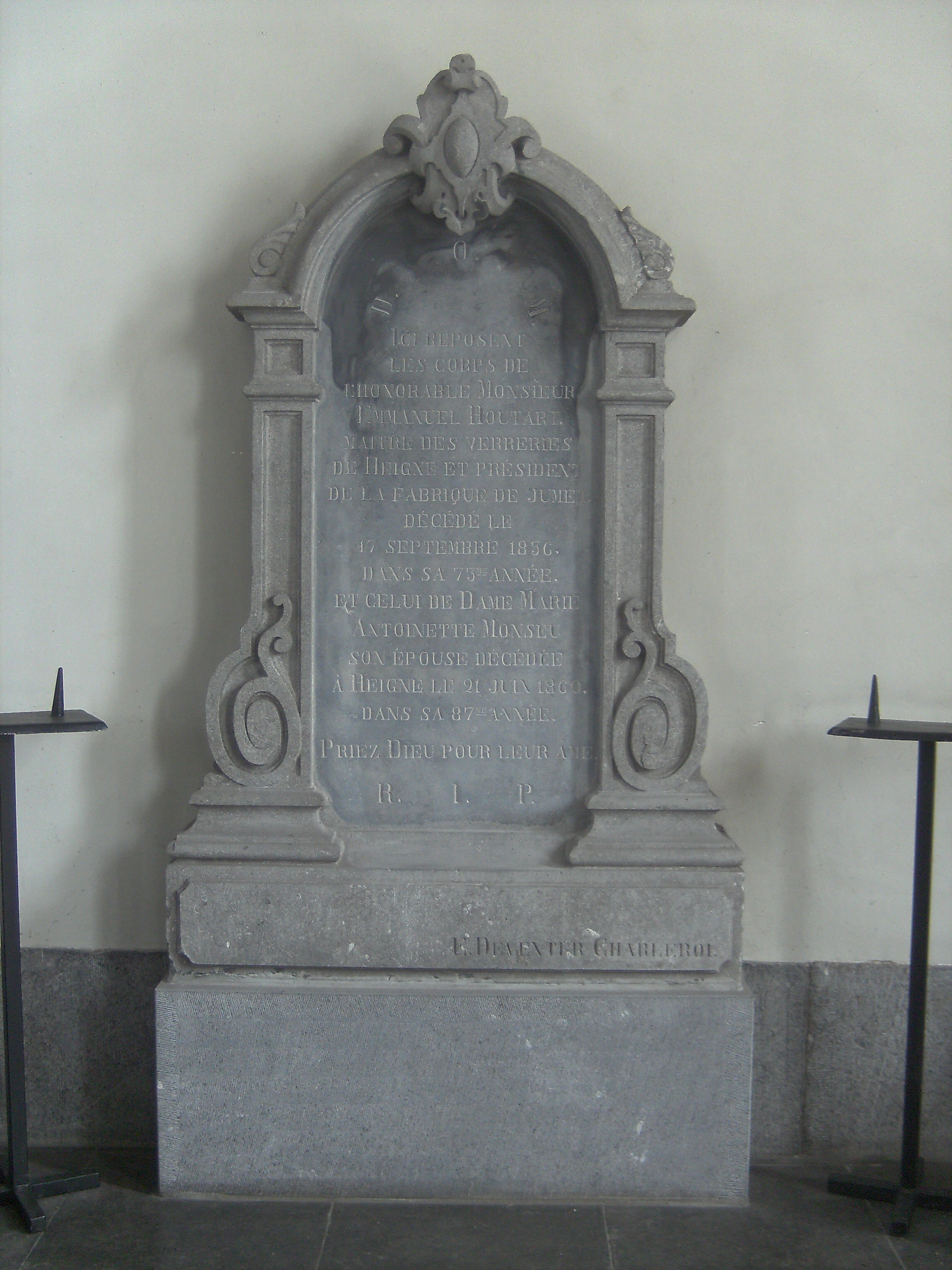
Grafmonument in de Saint-Sulpicekerk van Jumet voor Emmanuel Houtart en Marie-Antoinette Monseu

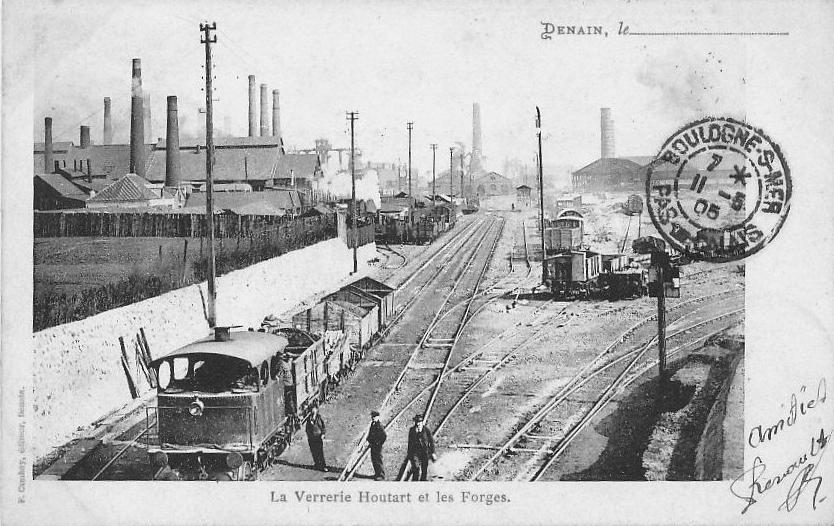
De glasblazerij en hoogoven Houtart in Denain rond 1900

Houtart is een notabele familie, van wie verschillende leden in de Belgische adel werden opgenomen.

## Genealogie
- Emmanuel Houtart (1764-1835), glasblazer, x Marie-Antoinette Monseu (1774-1860)
  - François Houtart (1802-1876), industrieel, senator, x Fulvie Cossée (1808-1887)
    - Frantz Houtart (1851-1922), industrieel, x Marie-Louise Vanderstraeten (1860-1904)
      - Francis Houtart (1882-1965) (zie hierna)
      - Paul Houtart (1884-1966) (zie hierna)
        - François Houtart (1925-2017), kanunnik, socioloog

      - Albert Houtart (1887-1951) (zie hierna)

  - Jules Houtart (1814-1902), industrieel, vrederechter
    - Jules Houtart (1844-1928), bankier, x Marie Eugénie de le Vingne (1842-1923)
      - Maurice Houtart (1866-1939), bankier, volksvertegenwoordiger, senator, minister, x Marcelle Jooris (1878-1924)

    - Edouard Houtart (1847-1931), mecenas
- Henry Houtart, glasblazer, x Marie Lejuste
  - Leon Houtart (1817-1889), industrieel, volksvertegenwoordiger

## Geschiedenis
De Houtarts, oorspronkelijk uit de streek van Namen meer bepaald uit de gemeente Gesves en als men heel exact wil zijn, uit het gehucht Houte, zijn in de loop der jaren voor een groot deel geïmmigreerd naar Charleroi. Ze speelden gedurende verschillende generaties een aanzienlijke rol, zowel in Henegouwen als in Brussel. Sommige werden advocaat of magistraat. Andere waren actief in politieke functies. Nog andere speelden hun rol als industrieel of bankier. Enkele combineerden uiteenlopende activiteiten, gelijktijdig of opeenvolgend. De huwelijken gebeurden meestal binnen adellijke of notabele families.
Dit leidde tot opname in de erfelijke adel. Voor Jules Houtart gebeurde dit in 1892, voor de drie broers Francis, Paul en Albert in 1921.
De stamvader was Emmanuel Joseph Houtart (zie hierboven). Hij was eigenaar-directeur van een glasblazerij en werd gemeenteraadslid van Jumet. Hij trouwde met Marie-Antoinette Monseu. Hun zoons, François en Jules en Léon Houtart, traden in de voetsporen van hun vader.

## Francis Houtart
- François (Francis) Jean Marie Houtart (Brussel, 26 november 1882 - 16 oktober 1965) was een zoon van Frantz Houtart, voorzitter van de Glaceries de Sainte-Marie d'Oignies en van Marie-Louise Vanderstraeten. Hij promoveerde tot doctor in de rechten en baccalaureus in de geschiedenis, werd advocaat en trouwde in 1908 in Brussel met Lucie Claes (1885-1962), dochter van senator Charles Claes en Léona Zoude. Ze kregen vijf dochters. Hij werd kamerheer van de paus en buitengewoon gezant bij de Heilige Stoel. Hij was voorzitter van de raad van bestuur van de Forges et Fonderies de Haine-Saint-Pierre en lid van het discontokantoor. In 1921 werd hij opgenomen in de erfelijke adel en in 1929 verkreeg hij de titel baron, overdraagbaar bij eerstgeboorte, en bij het (voorzienbare) gebrek aan mannelijke afstammelingen, overdraagbaar op zijn broers en hun nazaten.
  - Marie-Louise Houtart (1911-1995) trouwde in Brussel in 1933 met graaf Henri II t'Kint de Roodenbeke (1912-1990).
  - Madeleine Houtart (1914-2008) trouwde in 1938 in Brussel met graaf Gaston d'Oultremont (1910-1988), burgemeester van Nouvelles en zoon van graaf Edouard d'Oultremont, eveneens burgemeester van Nouvelles.
  - Marguerite (Daisy) Houtart (1915-2005) trouwde in Brussel in 1938 met graaf Philippe Lippens (1910-1989).

## Paul Houtart
- Paul Pierre Marie Houtart (Brussel, 5 juni 1884 - Meer, 2 februari 1966), broer van Francis, werd in 1921 opgenomen in de Belgische erfelijke adel. In 1933 verkreeg hij de titel baron, overdraagbaar bij eerstgeboorte. Hij trouwde in 1924 in Hastière-par-delà met Gudule Carton de Wiart (1903-1998), dochter van eerste minister Henry Carton de Wiart. Ze kregen veertien kinderen, onder wie zeven zoons die voor afstammelingen-naamdragers zorgden.
  - François Houtart, (Ukkel, 7 maart 1925 - Quito, 6 juin 2017), kanunnik, hoogleraar aan de UCL, socioloog.
  - Geneviève Houtart (1926- ) trouwde in Meer in 1949 met baron Pierre van Zuylen van Nyevelt (1923-1978).
  - Edouard Houtart (1928- ) trouwde in 1955 in Brussel met Hélène Delvaux de Fenffe (1933-1998). Ze kregen zes kinderen. Hij was advocaat en gemeenteraadslid in Elsene. In 1956 verkreeg hij de titel baron, overdraagbaar bij eerstgeboorte.
  - Christian Houtart (1930- ), luitenant-kolonel, verkreeg in 1986 de persoonlijke titel baron. Hij trouwde in 1959 in Etterbeek met Kathleen van Strydonck de Burkel (1938-). Ze kregen vier kinderen.
  - Thierry Houtart (1932- 2008) trouwde in Lovendegem in 1959 met Françoise Dons de Lovendeghem (1937- ), dochter van baron Louis Dons de Lovendeghem, burgemeester van Lovendegem. Ze kregen drie kinderen.
  - Dominique Houtart (1935- ) trouwde in Etterbeek in 1962 met Marie-José de Bonvoisin (1936- ). Ze kregen drie kinderen.
  - Marc Houtart (1937- ) trouwde in 1963 in Neufchâteau met Béatrice Gourdet (1940). Ze kregen vier kinderen.
  - Baudouin Houtart (1942- ) trouwde in 1967 in Borsbeke (echtscheiding in 2004) met Wivine de Vuyst (1945- ), dochter van notaris Charles de Vuyst, burgemeester van Borsbeke. Hij hertrouwde in 2005 in Sint-Pieters-Woluwe met gravin Patricia de Borchgrave d'Altena (1946). Met drie kinderen uit het eerste huwelijk.
  - Michel Houtart (1944- ), ondervoorzitter Sabena, trouwde in Namen in 1969 met Cécile Mélot (1947- ). Ze kregen vier kinderen.

## Albert Houtart
Albert Houtart (Brussel, 13 december 1887 - Etterbeek, 7 februari 1951), broer van Francis en Paul Houtart. Hij trouwde met Marie-Ghislaine Carton de Wiart (1898-1982), dochter van graaf Henry Carton de Wiart. Hij was doctor in de rechten en werd substituut van de procureur-generaal bij het hof van beroep in Brussel en gouverneur van Brabant. Hij werd in 1921 opgenomen in de Belgische erfelijke adel en verkreeg in 1935 de titel baron, overdraagbaar bij eerstgeboorte. Het echtpaar kreeg twee dochters.